# Amalín (kolonia)
Amalin (Amalia, ukr. Амалин, Амалина, Амалія, ros. Амалин, Амалина, Амалия) – nieistniejąca niemiecka kolonia w rejonie czerwonoarmijskim obwodu żytomierskiego. Podlegała pod Radę wiejską z centrum we wsi Rudokopy.
Byłe luterańskie osiedle, położone na południowy wschód od Nowogróda Wołyńskiego. Parafia luterańska – Hejmtal.

## Demografia
Pod koniec XIX wieku liczba mieszkańców wynosiła 134 osoby, domów 21, w 1906 r. – 95 osób, domów 19, w 1910 r. – 98 osób, w 1923 r. – 107 osób, liczba podwórek – 25, w 1924 r. – 150 mieszkańców (z przewagą ludności narodowości niemieckiej), domów 27.

## Historia
Pod koniec XIX w. była to kolonia w powiecie nowogradwołyńskim, gmina Kurne, położona w odległości 11 wiorst od wsi Kurne. Miała dom modlitwy ewangelistów.
W 1906 r. wchodziła w skład wołosci kurneńskiej w powiecie nowogradwołyńskim guberni wołyńskiej. Odległość do centrum powiatu miasta Nowogród Wołyński wynosiła 29 wiorst, do administracji wołosnej we wsi Kurne – 11 wiorst. Urząd pocztowy – stacja Rudnia.
W 1923 r. została podporządkowana do nowo utworzonej Rady wiejskiej we wsi Ułaszaniwka, która 7 marca 1923 r. została włączona do nowo utworzonego rejonu pułyńskiego w okręgu żytomierskim (później wołyński). Znajdowała się w odległości 25 wiorst od centrum rejonu miasteczka Puliny i 2 wiorsty od siedziby Rady wiejskiej we wsi Ułaszaniwka. 27 października 1926 roku, zgodnie z zarządzeniem Wołyńskiego KWO «W sprawie utworzenia nowych narodowych rad osadniczych i wiejskich, rozszerzenia sieci ukraińskich rad wiejskich i zmiany nazw istniejących rad wiejskich na narodowe», kolonia została włączona w skład nowo utworzonej niemieckiej narodowej Rady wiejskiej we wsi Rudokopy rejonu pulińskiego okręgu wołyńskiego. 20 czerwca 1930 r., zgodnie z uchwałą OUCKW «W sprawie utworzenia rejonów narodowych sokołowskiego i pulińskiego (niemieckiego)», kolonia w ramach rady wiejskiej została włączona w skład niemieckiego rejonu narodowego sokołowskiego. 15 września 1930 r. rejon sokołowski został zlikwidowany, radę wiejską rudokopowską, z kol. Amalin w składzie, przekazano do rejonu nowogradzkiego Ukraińskiej SRR. Po likwidacji rejonu nowogradzkiego, 1 czerwca 1935 r. Rada wsi Rudokopy została włączona do strefy podmiejskiej Rady miejskiej Nowograda Wołyńskiego obwodu kijowskiego, 17 października 1935 r. – do zreformowanego rejonu czerwonoarmijskiego obwodu kijowskiego.
Na dzień 1 października 1941 r. nie zarejestrowana na liście osiedli.